# アレクサンドル・アレクサンドロフ (ロシア人宇宙飛行士)
アレクサンドル・パヴロヴィチ・アレクサンドロフ（Aleksandr Pavlovich Aleksandrov、ロシア語:Александр Павлович Александров、1943年2月20日-）はソビエト連邦の宇宙飛行士で、1983年11月23日と1987年12月29日の2度に渡り、ソ連邦英雄を受章した。
彼はモスクワに生まれ、1969年にMoscow Bauman-Highschoolで宇宙船のステアリングシステムを研究し、博士号を取得した。
彼は1978年12月1日に宇宙飛行士に選ばれた。ソユーズT-8ではバックアップを務め、ソユーズT-9でフライトエンジニアとして宇宙に行った。ソユーズT-13とソユーズT-15では再びバックアップに回り、ソユーズTM-3で2度目の飛行を経験した。2度の飛行を合わせて、彼は309日と18時間3分の間、宇宙に滞在した。1993年10月26日に宇宙飛行士を引退した。
既婚で、2人の子供がいる。